# روابط افغانستان و ایران
روابط افغانستان و ایران بر مبنای مشترکات بسیاری که در تاریخ، فرهنگ و دین داشته است استوار بوده است. در سال‌های پیش از انقلاب ایران روابط خوب و آرامی میان دو کشور برقرار بوده است و شاهان دو کشور روابط دوستانه‌ای با یکدیگر داشته‌اند.
با وقوع انقلاب ثور (اردیبهشت) ۵۷ در افغانستان، حکومت پهلوی گرچه به سختی دولت کمونیستی افغانستان را به رسمیت شناخت اما روابط خود را تا سطح کاردار تنزل داده بود. وقوع انقلاب ۲۲ بهمن ۵۷ در ایران باعث ضعف روابط میان دو کشور گردید. اکثریت مردم افغانستان دولت تازهٔ افغانستان را کمونیستی و کافر می‌خواندند و از سویی روح‌الله خمینی رهبر انقلاب ایران، انقلاب خویش را اسلامی می‌خواند و این باعث محبوبیت انقلاب اسلامی ایران در افغانستان گردید. ایران از نخستین کشورهایی بود که تجاوز به افغانستان و حضور نیروهای نظامی شوروی را محکوم کرد.

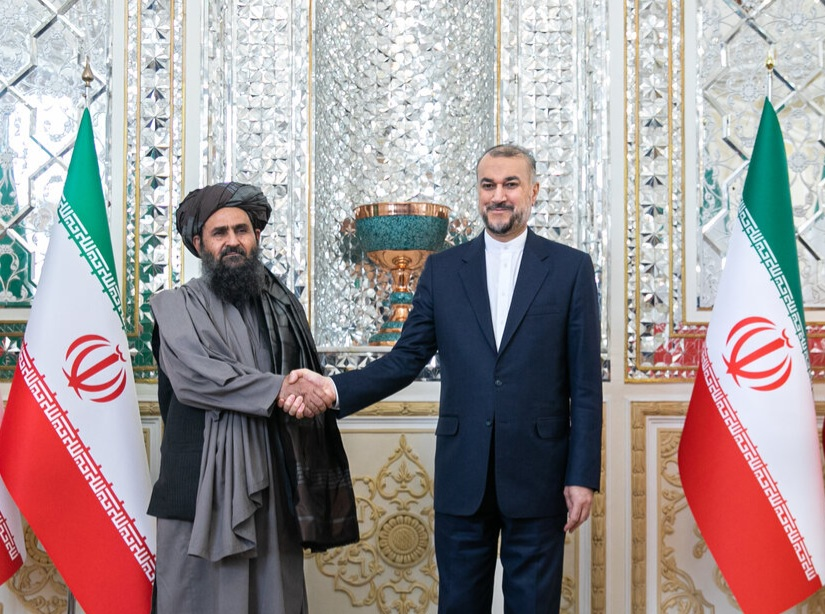
دیدار وزیر امورخارجه ایران با مقامات طالبان در تهران

## دوران قاجار

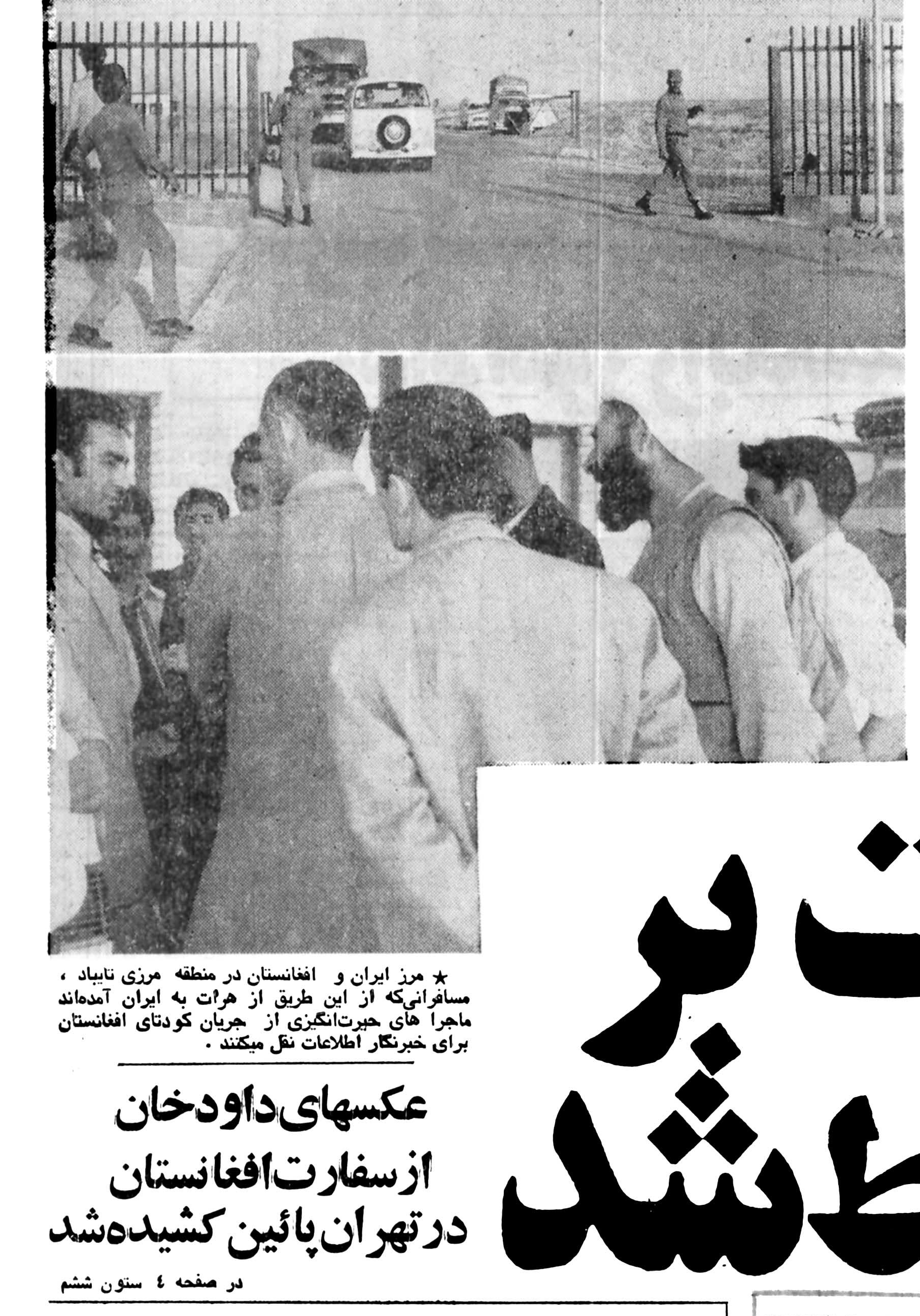
عکس‌های داوودخان از سفارت افغانستان در تهران به پائین کشیده شد

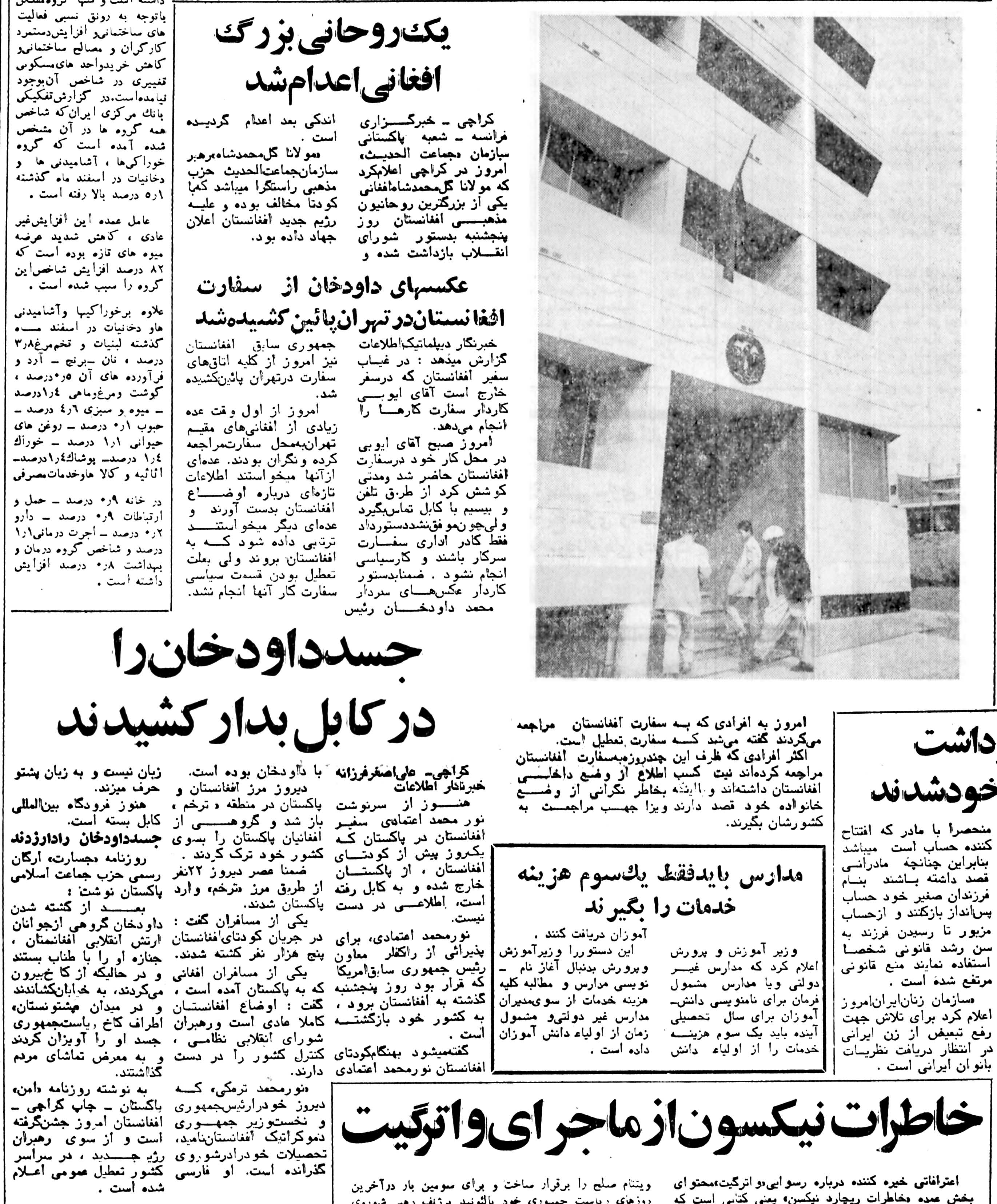
عکس‌های داوودخان از سفارت افغانستان در تهران به پائین کشیده شد

### مناقشه بر سر آب هیرمند
همواره در مواقع بی‌آبی بین ایرانیان و افعان‌های ساکن حوزه رود هیرمند اختلافات و مناقشاتی به وقوع می‌پیوست و این اختلافات و مناقشات و همچنین اختلافات سرحدی، دولت ایران را وادار کرد که طبق ماده ششم عهدنامه صلح ایران و انگلیس در سال ۱۸۵۷ میلادی، مسئله تقسیم آب هیرمند و مشخص‌سازی مرزها را به حکمیت دولت انگلیس ارجاع کند. این عهدنامه دولت ایران را متعهد کرده بود که کلیه اختلافات خود با دولت افغانستان را به داوری انگلستان ارجاع کند و دولت انگلیس هم تعهد کرده بود این اختلافات را مطابق حق و با در نظر گرفتن حیثیت دولت ایران تصفیه کند.
وزارت امور خارجه انگلستان ژنرال گلد اسمیت را مأمور رسیدگی کرد که در سال ۱۸۷۲ رأی داوری خود را صادر کرد. این رأی که سال بعد مورد قبول دولتین ایران افغانستان واقع شد، تماماً مربوط به تعیین مرزها بود. فقط جمله آخر آن مقرر می‌داشت که هیچ‌یک از طرفین نباید به عملیاتی مبادرت کند که باعث کسر آب لازم برای آبیاری سواحل هیرمند شود اما به تقاضای دولت افغانستان، وزیر امور خارجه انگلیس با جلب نظر ژنرال گلد اسمیت قرار داوری را به گونه‌ای تفسیر کرد که شامل مجاری فعلی یا قدیمی غیر مستعمل نشود که دولت افغانستان قصد تعمیرشان داشت. جمله مزبور مانع حفر مجاری جدید نمی‌شد، مشروط بر این که مقدار آبی که برای مشروب ساختن قسمت ایران لازم بود کسر نشود.
خلاصه رأی حکمیت گلداسمیت این بود که هر دو کشور ایران و افغانستان باید به‌طور متساوی‌الطرفین از آب هیرمند برخوردار شوند و اگر افغانستان نهرهایی را که از این رود منشعب می‌شوند آباد کند، نباید به زیان حقابه ایران باشد. اما در اواخر قرن نوزدهم، تغییر مجاری هیرمند باعث بروز اختلافات جدیدی شد و این اختلافات در سال‌های ۱۲۷۹ تا ۱۲۸۱ خورشیدی به سبب کم‌آبی شدت یافت که در نتیجه دولت ایران بار دیگر بر اساس ماده ششم عهدنامه صلح، از دولت انگلیس تقاضای حکمیت کرد. در سال ۱۲۸۱ کلنل مک‌ماهون مأمور رسیدگی شد. هم ایران و هم افغانستان شرط گذاشتند که در رأی مک‌ماهون باید نظر گلداسمیت رعایت شود وگرنه حکمیت را نخواهند پذیرفت.
مک‌ماهون در زمستان ۱۲۸۴ رأی خود را داد که از آب هیرمند که به بند کمال خان می‌رسید، دو سوم را به افغانستان و یک سوم را به ایران می‌داد و دولتین ایران و افغانستان را مجاز می‌کرد از نهرهای موجود استفاده کنند و نهرهای متروکه را احیا و نهرهای تازه‌ای احداث کنند، مشروط بر اینکه مقدار آبی که برای آبیاری اراضی هر یک از دو کشور لازم باشد، کم نشود.
وزارت امور خارجه ایران در نامه‌ای به تاریخ هجدهم ذیقعده ۱۳۲۲ قمری (بهمن ۱۲۸۳) به وزارت خارجه انگلیس به حکمیت مک‌ماهون اعتراض و اعلام کرد که یک سوم آب هیرمند برای ایران کافی نیست و با توجه به میزان زراعت طرفین، بایستی دو سوم به ایران و یک سوم به افغانستان داده شود. همچنین اینکه تنها برای دولت ایران شرط گذاشته شده بود که سهم خود در آب هیرمند را بدون موافقت افغانستان به کشور ثالثی واگذار کند، اما برای افغانستان چنین شرطی گذاشته نشده بود، برای ایران توهین آمیز بود. اعتراض دیگر ایران به این بود که مک‌ماهون مقرر کرده بود یک مهندس دائمی در کنسولگری انگلیس در سیستان به منظور رفع اختلافات آینده حضور داشته باشد و ایران چنین تصمیمی را مغایر با حق حاکمیت ایران می‌دانست. در نتیجه، ایران داوری ژنرال مک‌ماهون را نپذیرفت و همان قرار تقسیم مساوی آب رسماً برقرار ماند. مأمورانی از ایران می‌رفتند و آب را تقسیم می‌کردند، هرچند در عمل سهم ایران بیشتر از نصف می‌شد و گاه سه چهارم آب یا بیشتر آن به سمت ایران می‌آمد و همین، اعتراض افغانستان را برمی‌انگیخت.
در اوایل پادشاهی امان‌الله سعی به عمل آمد که رابطه برقرار شود و در سال ۱۲۹۹ نمایندهٔ افغانستان وارد ایران شد و پیشنهاد پنج ماده‌ای را به دولت ایران پیشکش کرد که حاوی این مطالب بود: افتتاح مذاکرهٔ دوستی، مبادلهٔ سفرا، اقامهٔ کنسول افغانستان در مشهد، استقرار روابط پستی و روابط تجاری. این مذاکرات بعد از یک سال منجر به امضای یادداشت مودت اول سرطان (تیر) در سال ۱۳۰۰ میان نمایندگان دو کشور شد که پایهٔ روابط دو کشور شد.

## دوران رضا شاه پهلوی
در ششم آذر (قوس) ۱۳۰۶ «عهدنامهٔ ودادیه و تأمینیه» در کابل میان سید مهدی خان فرخ وزیر مختار ایران و غلام صدیق‌خان کفیل وزارت خارجهٔ افغانستان امضا شد که تأیید دوباره‌ای بود بر عهدنامه سال ۱۳۰۰. بنابر «عهدنامهٔ ودادیه و تأمینیه» دو کشور تعهد می‌کردند در اتحادها و ائتلاف‌های سیاسی و نظامی که خلاف استقلال یا امنیت یا اقتدار کشور دیگر باشد یا به آن کشور آسیب سیاسی یا نظامی بزند، نه رسماً و نه عملاً شرکت نکنند، از مشارکت در محاصره یا تحریم اقتصادی یکدیگر خودداری ورزند، چنان‌که هر یک هدف حملهٔ کشور ثالثی شد، دیگری بی‌طرف بماند.
در ۲۵ خرداد (جوزا) ۱۳۰۷ فتح‌الله پاکروان کفیل وزارت امور خارجهٔ ایران و غلام صدیق‌خان کفیل وزارت خارجهٔ افغانستان دو پروتکل الحاقی به این عهدنامه امضا کردند. پروتکل اول برای استرداد مجرمان و متهمان غیرسیاسی بود، مشروط بر اینکه تقاضانامهٔ استرداد همراه با ورقهٔ جلب یا حکمی به امضای مقام‌های صلاحیت‌دار قضائی باشد و در آن، جرم صریحاً ذکر شده و مادهٔ قانونی که مجازات آن جرم را تصریح می‌کند، معین شده باشد. اعتبار این پروتکل دو سال بود و باید هر دو سال یک بار تمدید می‌شد.
پروتکل دوم مقرر می‌کرد در صورتی که به ایران یا افغانستان حمله شود، دیگری باید برای پایان دادن به جنگ همهٔ کوشش خود را بکند. همچنین دو کشور به پیشرفت و رفاه هم کمک کنند و امکانات و متخصص در اختیار یکدیگر بگذارند و با همدیگر همکاری اقتصادی داشته باشند.
در پی قیام حبیب‌الله کلکانی در زمستان ۱۳۰۷ در افغانستان، ایران جانب امان‌الله خان پادشاه افغانستان را گرفت. امان‌الله خان سلطنت را به برادرش عنایت‌الله سپرد و به قندهار گریخت. عنایت‌الله خان هم سرانجام پس از سه روز پادشاهی با خانواده‌اش کابل را ترک گفت. کلکانی در ۲۸ جدی (دی) ۱۳۰۷ بر تخت سلطنت نشست و خود را امیر حبیب‌الله نامید. بنابر گزارشی که روزنامهٔ انگلیسی ااکسپرس در آن زمان منتشر کرد، فرماندهٔ ارتش ایران با هواپیما به قندهار رفت و به امان‌الله خان پیشنهاد کمک کرد.
امان‌الله خان کوشید تا به کمک قبایل دوباره خود را به کابل برساند، اما رقابت و خصومت قبایل غلزایی و درانی مانع این کار شد. امان‌الله خان شکست خورد و به هند گریخت و از آنجا به ایتالیا رفت. در این وقت ژنرال محمد نادرخان، وزیر جنگ پیشین که از وزیر مختاری در فرانسه استعفا کرده بود و در شهر نیس زندگی می‌کرد، به کمک برادرانش، گویا پس از مذاکره با انگلستان در هند، قصد کابل کرد و سرانجام به کمک قبایل مخصوصاً افراد دو قبیلهٔ جاجی و وزیری در ۲۱ میزان (مهر) ۱۳۰۸ پایتخت را گرفت و حبیب‌الله کلکانی و یارانش را به دار کشید.

### حل اختلافات مرزی

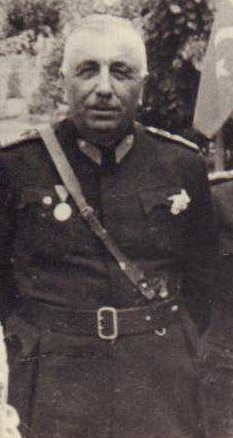
مرز کنونی ایران و افغانستان را سپهبد فخرالدین آلتای ترسیم کرده که از جانب دولت ترکیه برای حکمیت میان دو کشور معرفی شد

ایران و افغانستان ۸۱۵ کیلومتر مرز مشترک دارند. پس از جدا شدن هرات و در پی تشکیل دولت مرکزی در افغانستان با حمایت انگلیس، هیچ خط مرزی مشخصی میان دو کشور تعیین نشده و دو دولت بر سر مناطقی که میان قلمروشان بود، با یکدیگر اختلاف داشتند. دولت انگلستان که افغانستان را تحت‌الحمایهٔ خود می‌دانست، برای پایان دادن به این اختلاف، در سال ۱۲۶۹ خورشیدی (۱۸۹۰ میلادی) ژنرال مک‌لین و کلنل مک‌ماهون را مأمور تعیین مرز دو کشور کرد. ظرف یک سال، ژنرال مک‌لین ۱۶۵ کیلومتر از بخش شمالی مرز را در دشت هشتادان میان ولایت هرات و ایالت خراسان ایران و کلنل مک‌ماهون ۲۷۵ کیلومتر از بخش جنوبی را میان ولایت سیستان ایران و ولایت نیمروز افغانستان تعیین کرد که هر دو دولت پذیرفتند. بقیهٔ مرز همچنان بدون تعیین حدود باقی ماند.
اما به‌تدریج در مورد جزئیات خطوطی که انگلیسی‌ها تعیین کرده بودند، میان دو کشور اختلاف ایجاد شد تا اینکه در شانزدهم اسفند (هفدهم حوت) ۱۳۱۲ قراردادی میان محمدتقی اسفندیاری سفیرکبیر ایران در کابل و فیض‌محمد خان وزیر امور خارجهٔ افغانستان امضا شد که حل اختلافات و تحدید کامل مرز دو کشور را به حکمیت دولت ترکیه سپرد و طرفین موافقت کردند که هر نظری را که دولت ترکیه اعلام کند، نظر قطعی بدانند و به آن عمل کنند.
دولت ترکیه ارتشبد فخرالدین آلتای را به عنوان حکم معرفی کرد که در سال ۱۳۰۷ (۱۹۲۸) هنگام سفر امان‌الله خان و همسرش ثریا به ترکیه، مهماندار رسمی آنان بود. ارتشبد آلتای پس از مطالعات محلی و بررسی اسنادی که دو کشور در اختیار او گذاشتند و همچنین مطالعه دربارهٔ بافت جغرافیایی و تاریخ منطقه، رأی خود را در ۲۵ اردیبهشت ۱۳۱۴ ابلاغ کرد که دو دولت پذیرفتند و مجلس شورای ملی نیز در سیزدهم مهر ۱۳۱۴ تأیید کرد.

### ادامه مناقشه بر سر آب هیرمند
اختلافات و حتی زود و خورد بین ایرانیان سیستان و افغان‌های چخانسور بر سر آب هیرمند ادامه یافت. در زمان رضا شاه پهلوی که دو کشور برای نزدیکی به یکدیگر گام‌هایی برداشتند، از سال ۱۳۱۱ مذاکراتی را در مورد اختلافات بر سر مرزها و حقابه هیرمند آغاز کردند که در سال ۱۳۱۴ به حل اختلافات مرزی انجامید. چون مذاکرات بر سر حقابه هیرمند ممکن بود به طول انجامد، دولتین ایران و افغانستان نمایندگان خود را به محل اعزام کردند که در سوم اسفند (حوت) ۱۳۱۵ با امضای پروتکل موقتی قرار گذاشتند هر مقدار آبی که به بند کمال خان برسد، به صورت مساوی میان دو کشور تقسیم شود.
در ششم بهمن (دلو) ۱۳۱۷ مهذب‌الدوله کاظمی سفیر ایران و علی محمد خان وزیر امور خارجه افغانستان در کابل اعلامیه مشترکی امضا کردند که در آن، دو کشور توافق می‌کردند همه ساله هر مقدار آب رودخانه هیرمند که به بند کمال خان می‌رسد، از آن بند به بعد به صورت مساوی میان دو کشور تقسیم شود. فردای امضای این اعلامیه، ارتباط مستقیم تلگرافی میان ایران و افغانستان از طریق دو ایستگاه تلگرافی طییبات (تایباد) - اسلام‌قلعه و زابل - نادعلی برقرار شد.
برای آنکه از ده چهار برجک تا بند کمال خان، زائد بر مقدار آبی که در آن زمان برده می‌شد مصرف نشود، دولت افغانستان تعهد کرد در فاصله میان ده چهار برجک تا بند کمال خان، آبراه تازه‌ای احداث نکند. همچنین هر دو دولت ایران و افغانستان تعهد کردند هیچ گونه اقدامات و عملیاتی از بند کمال خان تا ده دوست محمد خان و سیخ سرکه که آخرین تقسیم‌گاه آب بود نکنند که باعث کاهش سهم هر یک از طرفین بشود.
مجلس شورای ملی ایران این اعلامیه را در یازدهم اردیبهشت (ثور) ۱۳۱۸ تصویب کرد اما مجلس افغانستان حاضر به تصویب اعلامیه نشد و در پی آن، افغان‌ها شروع به کندن نهرهای بقرا و سراج به صورت مهندسی شده کردند که ایران را از بخش عمده آب هیرمند محروم کرد. افغان‌ها مسیر آب را در خواجه علی و قاضی شیرجان بند آورده و بسوی نهرهای تازه منحرف کرده بودند و اندک آبی هم که از این محل می‌گذشت در بند گوهک فرومی‌رفت.

### پیمان سعدآباد
در پی حل اختلافات مرزی، روابط ایران و افغانستان رو به تعمیق و گسترش نهاد و دولت افغانستان ابراز تمایل کرد به پیمان عدم تعرضی بپیوندد که ایران و عراق و ترکیه قصد امضای آن را داشتند. در پی موافقت این سه کشور، فیض محمد خان وزیر امور خارجهٔ افغانستان در تیر (سرطان) ۱۳۱۶ به تهران رفت و در هفدهم این ماه (هشتم ژوئیهٔ ۱۹۳۷) همراه با همتایان خود از ایران و عراق و ترکیه، معاهده‌ای را امضا کرد که پیمان سعدآباد نام گرفت.
با این پیمان، چهار کشور به یکدیگر تعهد دادند که نه به‌تنهایی و نه همراه با کشور دیگری دست به هیچ‌گونه عملیات متجاوزانه علیه یکدیگر نزنند و به کشور دیگری که به یکی از آن‌ها تجاوز کرده نیز چه مستقیم و چه غیرمستقیم، کمکی نرسانند. این دولت‌ها همچنین تعهد کردند که در مرزهای خود از تشکیل یا عملیات گروه‌های مسلح یا غیرمسلحی که علیه نظم و امنیت کشورهای دیگر یا واژگونی دولت آن‌ها فعالیت کنند، جلوگیری کنند.
«موافقت‌نامهٔ روابط پستی مستقیم» در ۲۷ تیر (سرطان) ۱۳۱۷ میان علی‌اکبر بهمن سفیرکبیر ایران و رحیم‌الله خان وزیر پست و تلگراف افغانستان و «قرارداد تلگرافی با سیم و بی‌سیم» را در ۲۷ دی (جدی) همان سال میان سفیر بعدی ایران، مهذب‌الدوله کاظمی با رحیم‌الله خان امضا شد.

## دوران محمدرضا شاه پهلوی
اشغال ایران در شهریور ۱۳۲۰ و مشغول شدن ایران به گرفتاری‌های سیاسی و اقتصادی که جنگ جهانی دوم و دگرگونی اوضاع سیاسی در کشور به دنبال آورد، فرصتی برای افغانستان بود تا برخلاف تعهدات قبلی‌اش به سوق دادن آب رودخانه هیرمند بسوی اراضی خود بپردازد. روابط ایران و افغانستان که در دوره رضا شاه به نزدیکی زیادی میان دو کشور کشیده بود، در دوران محمدرضا شاه با اختلاف بر سر حقابه هیرمند با چالش تازه‌ای آغاز شد.

### توافق بر سر آب هیرمند
موضوع کندن نهر در افغانستان و کاهش آب هیرمند برای ایران پس از شهریور ۱۳۲۰ به عرصه عمومی و رسانه‌ها کشید. نخستین هشدار رسمی و علنی را معتصم‌السلطنه فرخ نماینده سیستان در مجلس شورای ملی در سال ۱۳۲۴ داد که با تکذیب سفارت افغانستان در تهران روبرو شد.
بار دیگر محمدعلی منصف نماینده بیرجند و قائنات در نطقی در مجلس شورای ملی به تاریخ دوم اسفند ۱۳۲۴ هشدار داد که افغان‌ها در مسیر رود هیرمند مشغول حفر نهر جدیدی در پانزده کیلومتری جنوب کرشک در ولایت قندهارند که پنج تا نه متر عمق دارد، تا ۵۹ متر عرض و بیش از دویست کیلومتر طول دارد که ۲۴ تا ۳۶ هزار کارگر با ماشین‌آلات جدید زیر نظر مهندسان خارجی در آن مشغول به کارند و اگر تمام شود و جریان پیدا کند، «تصور نمی‌کنم که بعداً سیستانی وجود داشته باشد».
شمار بندهایی که افغانستان روی آب هیرمند زد، رو به افزایش گذاشت: بند سراج، بند کز کشک، بند رودبار، بند مهرآباد، بند چهار برجه، بندکمال خان، بند قلعه فتح، بند خوابگاه و یکی دو بند دیگ. آب هیرمند در ایران چنان کاهش چشمگیری یافت که تنها در سال ۱۳۲۶ به مرگ بیش از ۲۴۰۰ رأس گاو و کوچ گسترده اهالی سیستان انجامید. موضوع به رسانه‌ها کشید و اعتراض برانگیخت.
در اوائل سال ۱۳۲۶ دولت ایران پیشنهاد داد برای بررسی موضوع، هیئتی به سرپرستی وزیر کشاورزی به افغانستان بفرستد اما دولت افغانستان نپذیرفت و بازدید هیئت ایرانی از مسیر رود هیرمند را مداخله در امور داخلی خود قلمداد و اعلام کرد که حتی اگر هیئتی هم بیاید، حاضر به اجرای اعلامیه سال ۱۳۱۷ نیست. ایران هم در مقابل، در مهر ۱۳۱۷ ضرب‌الاجل پانزده روزه‌ای برای افغانستان تعیین کرد که یا حکمیت ژنرال گلداسمیت را بپذیرد یا اعلامیه سال ۱۳۱۷ را وگرنه به هر اقدامی که مقتضی بداند، دست خواهد زد.
با خودداری افغانستان از عمل به این خواسته، دولت ایران تصمیم به شکایت به مراجع بین‌المللی گرفت. اما جورج آلن سفیر آمریکا در تهران پا درمیانی کرد و پیشنهاد داد که دولت آمریکا برای حل اختلاف ایران و افغانستان بر سر آب هیرمند، میانجی شود. با پذیرش این پیشنهاد، وزیر فوائد عامه افغانستان به واشینگتن رفت و او و سفیر ایران مذاکرات جداگانه‌ای با و میانجی معرفی شده از دولت آمریکا کردند.
در ۲۴ اسفند ۱۳۲۶ سفارت ایران در واشینگتن گزارشی از نظریه وزارت خارجه آمریکا دربارهٔ تقسیم آب هیرمند داد که پیشنهاد می‌کرد کمیسیون فنی سه نفره‌ای از دولت‌های بی‌طرف به انتخاب ایران و افغانستان تمام مسیر هیرمند را در دو کشور ایران بازدید کرده، با مطالعه میزان آب و شمار نهرهایی که از هیرمند منشعب شده و سدها و تأسیساتی که در آن بنا شده و ملاحظه و مراعات قراردادهایی که کشورهای دیگر در موارد مشابه بسته‌اند، پیشنهاد خود را به طرفین توصیه کنند و دو دولت ظرف سی روز پذیرش یا عدم پذیرش پیشنهاد را اعلام کنند.
دولت ایران این پیشنهاد را به شرط حضور یک ایرانی در «کمیسیون بی‌طرف» و افزایش مهلت رد و قبول به شصت روز پذیرفت و در ۱۵ فروردین ۱۳۲۷ به آمریکا اعلام کرد. همزمان دولت ایران از دولت افغانستان خواست تا زمان حل اختلاف، حفر نهر را متوقف کند.
در همین سال ۱۳۲۷ منصورالسلطنه عدل نماینده ایران در سازمان ملل متحد شکوائیه‌ای علیه افغانستان به شورای امنیت این سازمان دربارهٔ توسعه زیرساخت‌های آبی در سوی افغانستان داد. دولت آمریکا وابسته کشاورزی سفارت خود در تهران به نام پولستر را برای تهیه گزارشی موشکافانه از وضعیت سیستان و آب هیرمند به منطقه فرستاد.
برمبنای گزارش پولستر، دولت ایالات متحده آمریکا کمیسیون بی‌طرفی به نام «کمیسیون دلتا» برای راه حل این معضل پیشنهاد کرد. در مارس ۱۹۵۰ سه کارشناس با نام‌های فرانسیسکو دومین گوئز از شیلی، رابرت لوری از آمریکا و کریستوفر نی وب از کانادا برگزیده شدند. برآیند پژوهش این کمیسیون در ۱۹۵۱ (میلادی) گزینش ۶۴۰ میلیون متر مکعب در سال یا ۲۲ متر مکعب در ثانیه برای ایران بود. افغانستان نظر این کمیسیون را پذیرفت اما چون بعضی قسمت‌های گزارش کمیسیون به ضرر سیستان و قسمت‌هایی از آن مبهم بود و به علاوه نسبت به چند موضوع مورد ادعای دولت ایران اظهارنظر نشده بود، ایران نه پیشنهادهای کمیسیون را پذیرفت و نه رد کرد.
در دوران نخست‌وزیری دکتر مصدق که توجه دولت معطوف به مسئله نفت بود، روند رسیدگی به مطالبات ایران از آب هیرمند پیشرفتی نکرد و سیستان همچنان دچار بحران کم‌ابی بود. پس از سرنگونی دولت مصدق، دوباره این مسئله هم در دستور کار دولت قرار گرفت و هم به محض بازگشایی مجلسین در بهار ۱۳۳۳ از سوی قانونگذاران طرح شد. در مذاکرات مجلس سنا بر سر برنامه دولت سپهبد زاهدی، معتصم‌السلطنه فرخ گفت افغان‌ها به مردم شیب آب، پشتاب، نازوکی و کلنگی اعلام کرده‌اند که اگر به افغانستان کوچ کنند، به آنها زمین و صد روپیه پول می‌دهند که ۳۶ هزار نفر به افغانستان و عده‌ای هم به گرگان و تهران کوچ کرده‌اند.
سرانجام در ۲۲ اسفند ۱۳۵۱ (خورشیدی) گزارش کمیسیون دلتا میان امیرعباس هویدا، نخست‌وزیر آن هنگام ایران و محمدموسی شفیق، نخست‌وزیر آن هنگام افغانستان در کابل به امضاء رسید و مقرر شد در هر ثانیه ۲۶ مترمکعب آب (معادل ۸۵۰ میلیون مترمکعب در سال) سهم سیستان و دریاچه هامون باشد. که جمع ۲۲ متر مکعب آب در ثانیه بر پایه گزارش کمیسیون دلتا و ۴ متر مکعب آب در ثانیه به عنوان «حسن نیت و علایق برادرانه» بود.
در مورد هریرود بین دو کشور قراردادی وجود ندارد اما معاهده حقابه میان افغانستان و ایران مربوط به هلمند در اسفند ماه۱۳۵۱ به امضای نخست وزیران هر دو کشور رسیده است. در خرداد ماه۱۳۵۲ هر دو مجلس قانون‌گذاری دو کشور آن را تصویب کردند. اسنادی که باید در این رابطه میان دوکشور مبادله می‌شد، به‌دلیل کودتای ۲۶ تیر ماه سردار محمدداوود معطل شد و بالاخره در سال ۱۳۵۶ این اسناد نیز مبادله شد. مفاد این معاهده تا امروز نیز به قوت خود باقی است. با عقد این معاهده وضعیت حقوقی حوزه رودخانه هلمند (هیرمند) میان دو کشور مشخص شده است. براساس این معاهده، حقابه ایران ۲۶ متر مکعب در ثانیه آن‌هم در سال‌های معمولی و نرمال آبی می‌باشد. این معاهده، سال معمولی و نرمال آبی را نیز تعریف کرده است که براساس سنجش مرکز سنجش دهراوود مشخص می‌شود و آن هم طوری است که یک سال نرمال آبی در حوزه دریایی هلمند چیزی حدود شش میلیارد و ۵۰۰ میلیون مترمکعب آب می‌باشد. براساس محاسبه حقابه ایران سالانه به ۸۲۰ میلیون مترمکعب می‌رسد. در ماده پنجم این معاهده، نوشته شده است که افغانستان با حفظ حقابه ایران، حق هرگونه استفاده از دریای (رود) هلمند را دارد. همچنان پیش‌بینی شده که ایران حق استفاده اضافه از آنچه که مشخص شده، ولو که دریای هلمند پرآب هم باشد را ندارد.

### روابط اقتصادی
ارزش صادرات ایران به افغانستان در سال ۱۳۳۲ خورشیدی، ۶۶۱۱۲۳٫۳ ریال و وارداتش ۱۸۸۴۳۴٫۹ ریال بوده است.

## پس از انقلاب اسلامی

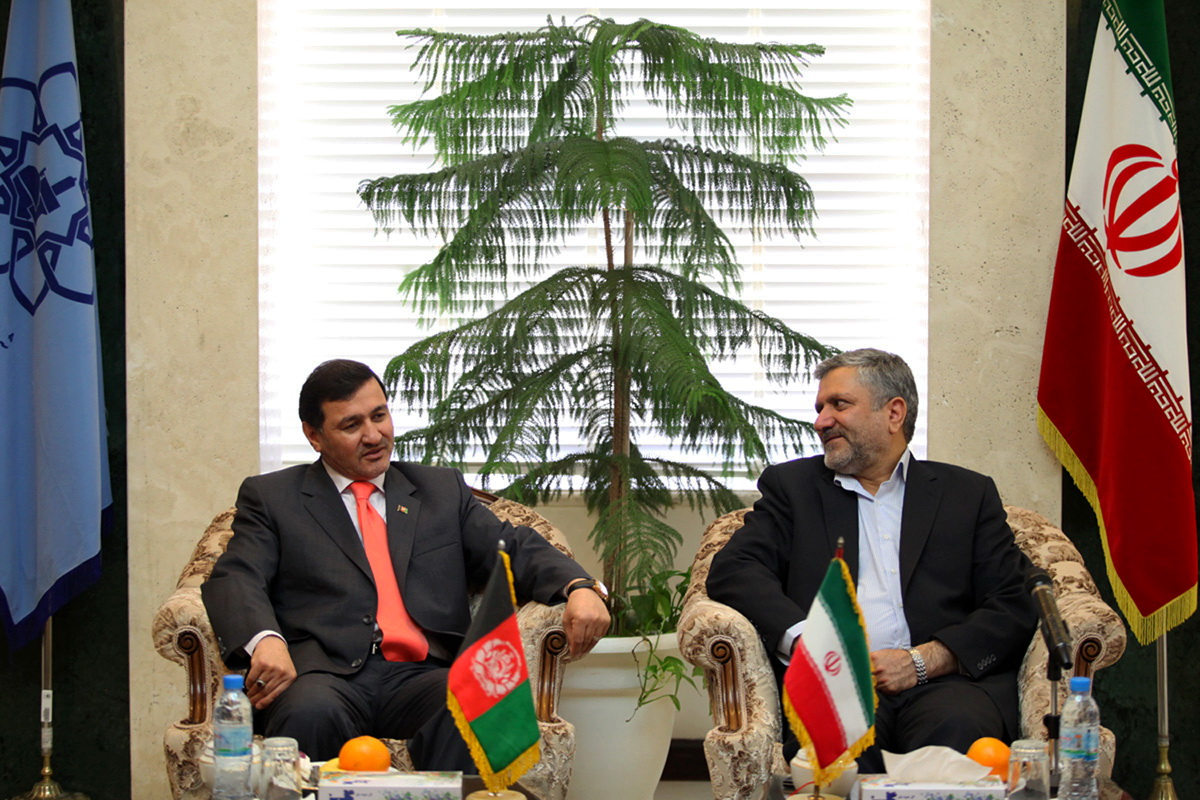
دیدار سرکنسول افغانستان در مشهد و شهردار مشهد

جنگ داخلی و ظهور طالبان و القاعده در افغانستان از دلایل رونق نگرفتن روابط بین دو دولت پس از انقلاب بوده است. این روند تا زمان حمله آمریکا به افغانستان در سال ۲۰۰۱ ادامه داشت. از آن زمان به بعد بود که با استقرار دولت واحد متمرکز در افغانستان، دو طرف سعی کردند مناسبات خود را گسترش دهند.
فرانسوا میتران پیرامون انقلاب ایران می‌گوید: «انقلاب، ایران را از مدار غرب خارج کرد، اما به بلوک شرق هم ملحق نکرد؛ از این رو، توازن قوای جهانی بر اثر این انقلاب به هم نخورد.» یکی از شعارهای اساسی رهبران ایران در سال‌های پس از انقلاب شعار «نه شرقی نه غربی» بود. این شعار به معانی گوناگونی تعبیر شد. همچون سایر عرصه‌ها پیش از آنکه شعور تعیین‌کننده شعار باشد، شعار بر شعور و اندیشه سوار شد. در نتیجه شعار نه شرقی نه غربی از معنایی همچون عدم وابستگی اساسی و تأثیرپذیری استعماری از بلوک شرق و غرب به معنی عدم هرگونه همکاری یا رابطه بنیادین با تمام کشورهای عضو بلوک شرق و غرب و دو راس آن یعنی آمریکا و شوروی تعبیر شد. این سیاست گاه تا آنجا پیش رفت (و می‌رود) که رهبران ایران خود را منادی درانداختن طرحی نو در برابر آمریکا و شوروی با اتکا به اندیشه‌های اسلامی دانستند. در شرایطی که حتی اگر فقه سنتی شیعه که از سوی روحانیون ایران عرضه می‌شود چنین توانی داشته باشد، توانایی مالی و اقتصادی و علمی ایران جوابگوی پیش بردن چنین هدفی نیست. به همین جهت به نظر می‌رسد اقدامات حکومت ایران خصوصاً در عرصه سیاست خارجی حاکی از نوعی گیجی، برخوردهای انفعالی یا افراطی و در پایان ضربه خوردن از هر دو قدرت جهانی می‌شود.
از سوی دیگر (خصوصاً پس از سال‌های دهه ۶۰ و کنار گذاشتن همه احزاب و گروه‌ها از حاکمیت) ترجیح منافع ملی و دیدگاه ملی در سیاست‌های حکومت ایران بیش از پیش تضعیف و دیدگاه‌های مذهبی (شیعه) برتری می‌یابد. بدین ترتیب ایران ترجیح می‌دهد تا از گروه‌های شیعه، بیشتر حمایت کند.
ایران این واقعیت را انکار می‌کند که خواه نا خواه منافع ایران و آمریکا در افغانستان یکسان شده است و این ایران چه از لحاظ ایدئولوژیک موافق بلوک غرب باشد وچه نباشد می‌تواند با همکاری با آمریکا در مبارزه با ارتش شوروی و نقش منطقه‌ای خود را افزایش داده و در در برابر حمایت خود امتیازاتی از آمریکا کسب کند.
دولتمردان ایران ترجیح می‌دهند فارغ از غرب، مستقلاً به حمایت از گروه‌های جهادی (خصوصاً هزاره و تاجیک‌های شیعه) بپردازند. اما این واقعیت که توان ایران در برابر غرب و شوروی کمتر است، باعث می‌شود که ایران عملاً توفیق چندانی کسب نکند، هزینه‌های سنگین حمایت از مجاهدین افغان را با کمک‌های شوروی به عراق در جنگ بپردازد و دست آخر شاهد واگذاری عرصه به متحدان منطقه‌ای آمریکا علی‌الخصوص پاکستان و عربستان باشد.
روی کار آمدن طالبان در افغانستان (با حمایت پاکستان و عربستان و امارات و سکوت آمریکا) را می‌توان یکی از نتایج استراتژی شکست خورده ایران دانست.

### مخالفت ایران با حمله شوروی به افغانستان
پیش از حمله شوروی به افغانستان سفیر شوروی درایران با روح‌الله خمینی دیدار و موضوع را به اطلاع وی می‌رساند اما با مخالفت وی مواجه می‌شود:
آن روزی که سفیر شوروی آمد پیش من، گفت که دولت افغانستان خواسته است که شوروی، نظامی به آنجا بفرستد، به او گفتم که این اشتباهی است که شوروی می‌کند، البته دولت شوروی می‌تواند افغانستان را قبضه کند، ولی نمی‌تواند در آنجا مستقر شود، اگر شما خیال کرده‌اید بتوانید افغانستان را بگیرید و آن را آرام کنید، این خیال باطل است. ملت افغانستان مسلم است، ایستاده‌اند در مقابل حکومت افغانستان، شما هم اگر بروید و هر قدرت دیگر هم برود، آنجا را می‌گیرد اما نمی‌تواند آن‌ها را آرام کند و بالاخره شکست می‌خورد.

### تجهیز و آموزش مجاهدین افغان
بلافاصله پس از حمله شوروی به افغانستان، ایران حمایت از مجاهدین افغان را از طریق سپاه پاسداران انقلاب اسلامی آغاز کرد. اولین آموزشگاه نظامی ایران در افغانستان توسط علی تجلایی (از سرداران سپاه پاسداران) در داخل خاک افغانستان تأسیس گردید و آموزش افغان‌ها آغاز شد. این در حالی است که ایران خود درگیر مناقشات گسترده با گروه‌های مسلح مخالف در اغلب استان‌های مرزی و همچنین درگیری مسلحانه با سازمان مجاهدین خلق در شهرهای بزرگ داشت و مصالحه با شوروی بیش از حمایت از مجاهدین افغان برای ایران نفع مادی داشت.
ایران در تمام سال‌های اشغال افغانستان توسط شوروی به حمایت سیاسی - نظامی از مجاهدین ادامه داد.
در تلاش‌های سیاسی برای ایجاد اتحاد میان گروه‌های جهادی کوچک و احزاب افغان، در سال ۱۳۵۸ به دعوت ایران «جبهه متحد انقلاب اسلامی افغانستان» متشکل از هشت گروه به شرح ذیل: «سازمان نصر»، «حرکت اسلامی»، «نیروی اسلامی»، «نهضت اسلامی»، «اتحادیه علما» و «نهضت روحانیت و جوان» تأسیس گردید. گرچه این ائتلاف به دلیل اختلاف میان گروه‌های افغان دوام چندانی نداشت اما در سال‌های بعد در بهار ۱۳۶۶ «شورای ائتلاف هشتگانه» تأسیس شد که دوام بیشتری داشت. در نهایت پس از برگزاری چند کنفرانس مختلف در بامیان و مذاکره با دولت ایران «حزب وحدت اسلامی افغانستان» تأسیس شد و همه گروه‌های افغان متعهد شدند که نیروهایشان را در خدمت این حزب قرار دهند.

### تحریم المپیک مسکو
با وجود آنکه فوتبال ایران که از محبوب‌ترین ورزش‌هاست به بازی‌های المپیک راه یافته و ایران خود را آماده کرده بود با گروهی پرتعداد عازم شوروی شود، اما حمله و حضور نظامی شوروی در افغانستان باعث شد تا دولت موقت مهدی بازرگان و دولت بعدی (بنی صدر) تصمیم بگیرد تا در کنار سایر کشورهای اسلامی بازی‌ها را تحریم کند.
حسین شاه‌حسینی رئیس سازمان تربیت بدنی و کمیته المپیک ایران در دولت بازرگان پیرامون این رویداد می‌گوید:
در دولت و شورای انقلاب خیلی در این باره بحث شد؛ من موافق اعزام تیم بودم و حتی رئیس‌جمهور وقت بنی صدر هم نظری منفی نداشت و در نهایت قرار شد ما سفری به افغانستان داشته باشیم تا نظر افغان‌ها را هم جویا شویم… مرز شوروی به ما نزدیک بود و کافی بود که ما خودمان را به جلفا برسانیم و از آن به بعد بقیه هزینه‌ها با میزبان المپیک بود… به همین دلیل ما می‌توانستیم با یک کاروان عظیم به مسکو برویم و آن بازی‌ها می‌توانست یک کسب تجربه مناسب برای ما باشد.
ایران بازیکنان آماده‌ای همچون ناصر حجازی، علی پروین، رضا سوخته سرایی و برادران محبی آماده‌ترین کشتی گیران ایران در آن دوره به‌شمار می‌رفتند که در حسرت المپیک ماندند.
ایران تا بدان حد خود را موظف به حمایت از مجاهدین افغان می‌دانست که پس از اصرار مسئولان ورزشی ایران به حضور در بازی‌ها تصمیم بر آن شد تا هیئت ایرانی به افغانستان رفته و پس از مذاکره با مجاهدین افغان حضور یا عدم حضور خود را منوط به نظر آنان کرد. با مخالفت جدی رهبران جهادی، وزارت امور خارجه ایران به سازمان تربیت بدنی اعلام کرد که ایران بازی‌های المپیک مسکو را تحریم خواهد کرد.
ورزشکاران با ابوالحسن بنی صدر دیدار کردند و وی دلایل عدم حضور در بازی‌ها را برایشان توضیح داد.
در ۱ فروردین ۱۳۵۹، چهار روز پس از ورود سردار محمد داوود خان صدر اعظم کمونیست افغانستان به تهران اعلامیه مشترکی مبنی بر توسعه روابط دو کشور در تهران و کابل منتشر شد.
با این حال، از اواخر دهه ۱۳۷۰ و هم‌زمان با کاهش نزولات جوی و حاکم شدن شرایط خشکسالی بر سیستان، میزان ورودی آب هیرمند به هامون مرتباً کاهش یافت. حاکمیت نداشتن دولتی مقتدر در افغانستان، ساخت سد کجکی بر روی هیرمند، نصب و به‌کارگیری انواع پمپ در مسیر رودخانه هیرمند جهت کشت خشخاش توسط کشاورزان افغان، خشک شدن دریاچه هامون که هفتمین تالاب بین‌المللی جهان می‌باشد را در پی داشته است.

### درگیری با نیروهای طالبان
ایران همواره از احمد شاه مسعود در برابر نیروهای طالبان حمایت کرد. به نوشته نیوزویک سپاه قدس (بخشی از سپاه پاسداران که مسئول عملیات در خارج از ایران است) مسئول سازماندهی حمایت‌ها و کمک‌ها بود. همچنین در جریان حمله آمریکا به افغانستان سپاه قدس در عبور نظامیان آمریکایی از رودخانه کوکچا بین تاجیکستان و افغانستان و پیشروی به سمت کابل به آنان کمک کرده بود.

### حمله و قتل هشت دیپلمات و یک خبرنگار ایران در مزار شریف
سفارت ایران در مزار شریف افغانستان در مرداد ۱۳۷۷ و پس از دومین حمله طالبان به این شهر مورد حمله قرار گرفت. افرادی مسلح بلافاصله پس از تصرف شهر به کنسولگری ایران رفته و تمامی دیپلماتها و خبرنگار خبرگزاری ایرنا را قتل‌عام کردند. یک نفر از دیپلماتها که در این حمله مجروح شد زنده مانده و با کمک مردم افغانستان خود را به ایران رساند.
شواهدی در دست است که این اقدام توسط سرویس اطلاعات پاکستان (با نقشه آمریکا) انجام شده تا ایران را وارد جنگ با طالبان نماید.
محسن پاک آیین سفیر وقت ایران در ازبکستان چند روز پیش از سقوط دوم مزار شریف با ناصر ریگی سرکنسول ایران در مزار شریف تلفنی تماس گرفته و از وی خواسته است که از مزار شریف به دلیل خطرات جانی شدید خارج شده و از طریق ترمذ (یک نقطه مرزی میان دو کشور افغانستان و ازبکستان) خود را نجات دهند اما وی در پاسخ گفته است:
 ما باید اینجا بمانیم چون اگر سرکنسولگری تعطیل شود مردم می‌ترسند و از مقاومت دست می‌کشند.
مقتولان شامل: ناصر ریگی سرکنسول، محمدناصر ناصری، کارشناس امور فرهنگی، نورالله نوروزی، کارشناس امور اقتصادی، رشید پاریاو فلاح، کارشناس امور کنسولی، مجید نوری نیارکی، حسابدار، کریم حیدریان، کارشناس امور کنسولی، محمدعلی قیاسی، کارشناس امور کنسولی، حیدرعلی باقری، مدیر تدارکات و مدیر داخلی، محمود صارمی، مسئول دفتر خبرگزاری جمهوری اسلامی ایران بودند.

### اشتغال صدها هزار کارگر افغان در ایران
طی سال‌های ۱۹۷۹ تا ۲۰۰۱ حدود ۳۰درصد از جمعیت افغانستان در نتیجه حمله شوروی و جنگ داخلی و حکومت طالبان این کشور را ترک کرده و به کشورهای همسایه گسیل شدند. در این میان سهم ایران از مهاجران افغان حدود ۲/۵ میلیون نفر بود. تنها حدود ۱۰ درصد از مهاجرین در اردوگاه‌ها اسکان داشته و مابقی در شهرها و مناطق مختلف ایران بکار اشتغال یافته و عموماً مشاغل غیر تخصصی و سخت را که پیش از ایران مهاجران روستایی ایران انجام می‌دادند را تصدی کردند. آنان در برابر شرایط سخت کاری اعتراض نمی‌کنند و به دستمزد کمتر راضی اند بدین ترتیب بسیاری از کارفرمایان ایرانی به استخدام کارگران افغان تمایل بیشتری دارند. عرضه گسترده نیروی کار افغان وضعیت بازار کار را خصوصاً در مشاغل غیر تخصصی به ضرر کارگران ایرانی تغییر داده است خصوصاً که در ایران تشکل‌های کارگری مستقل و اصیل خصوصاً برای کارگران غیر ماهر وجود ندارد و آنان امکان اقدام مهمی در این باره ندارند.

### فتوای سید علی خامنه‌ای
سید علی خامنه‌ای در اردیبهشت سال ۱۳۹۴ طی فتوایی بر ضرورت تحصیل همه کودکان افغانستانی، چه آن‌ها که دارای شرایط قانونی حضور در ایران هستند و چه آن‌ها که مدارک قانونی حضور در ایران را ندارند، تأکید کرد. این اقدام با تشکر دکتر محمد اشرف غنی رئیس‌جمهور افغانستان و آزیوجانی مورتزلی نماینده دفتر یونیسف در تهران روبرو شد.

### حمایت از یکدیگر در جنگ

مزار شهید علیشاه علی جمعه در گلزار شهدای شیراز

تعدادی از پناهندگان افغان نیز در جنگ ایران و عراق حضور یافتند. تعداد شهدای افغان جنگ ایران و عراق ۲ هزار نفر و تعداد مفقودان ۴ نفر اعلام شده است.

### مرگ پناهندگان افغانستان
- به گزارش خبرگزاری رویترز روز یکشنبه ۱۴ اردیبهشت ۷۰ افغان که قصد ورود به خاک ایران را در مرز استان هرات داشتند توسط مرزبانان ایران دستگیر شده و پس از ضرب و شتم به داخل رودخانه هری‌رود پرتاب شده که دست کم ۲۳ نفر آنها جان باختند. … نورمحمد ۵۷ ساله، که از این واقعه جان سالم بدر برده است به رویترز گفت «بعد از اینکه سربازان ایرانی ما را شکنجه کردند همه مان را به داخل رودخانه پرتاب کردند» سید وحید قاتالی، فرماندار هرات نیز خطاب به مقامات ایرانی گفت «مردم ما فقط چند اسم نیستند که شما آنها را به رودخانه بیندازید. یک روز حسابمان را تسویه خواهیم کرد».[۴۴] وزارت خارجه افغانستان روز شنبه ۲ مه ۲۰۲۰ گفت که در حال تحقیق حول ادعاهایی است که ده‌ها مهاجر افغان توسط گاردهای مرزی ایران دستگیر، شکنجه و در رودخانه انداخته شدند که بسیاری غرق شدند.[۴۵]
- روز جمعه ۱۶ خرداد ۱۳۹۹ وزارت خارجه افغانستان در بیانیه‌ای اعلام کرد که در اثر شلیک پلیس ایران به خودرو افغان‌ها در استان یزد این خودرو آتش گرفت و ۳ نفر از سر نشینان آن جان خود را از دست داده و ۴ نفر مصدوم شدند.[۴۶]

## اعتراض در هلمند به سخنان حسن روحانی
روز جمعه ۱۶ تیرماه ۱۳۹۶ ده‌ها نفر از ساکنان و فعالان مدنی هلمند در جنوب افغانستان در اعتراض به سخنان اخیر حسن روحانی رئیس‌جمهوری ایران در مورد نتایج زیانبار ایران از سدسازی در افغانستان، دست به تظاهرات زدند. روحانی ۱۲ تیر ۱۳۹۶ طی سخنانی گفته بود که ۸۰ درصد منشأ گرد و غبار در ایران را ناشی از عوامل خارجی از جمله سدسازی‌ها در ترکیه و افغانستان و تأثیر آن بر محیط زیست برخی از استان‌های ایران است. تظاهر کنندگان هلمند، سخنان مقامات ایران را مداخله جویی آشکار در امور داخلی افغانستان نامیدند. آن‌ها همچنین خواستار حل صلح‌آمیز اختلافات دو کشور در مورد تقسیم آب رودخانه مرزی هیرمند شدند و تأکید کردند که تقسیم آب این رودخانه باید طبق توافق‌نامه سال ۱۹۷۳ بین امیرعباس هویدا و محمد موسی شفیق نخست وزیران دو کشور باشد.
قطعنامه این تظاهرات توسط سردار محمد همدرد رئیس جامعه مدنی هلمند قرائت شد. وی گفت: «هیچ‌کس در امور داخلی ما حق مداخله را ندارد، ایران نباید به ما هشدار دهد و ما می‌توانیم حقوق خود را بگیریم». سخنان روحانی در روزهای گذشته واکنش‌های گسترده‌ای را در میان کاربران شبکه‌های اجتماعی افغانستان در پی داشت همچنین چند گردهمایی دیگر نیز در کابل در اعتراض به سخنان رئیس‌جمهوری ایران برگزار شد.

## اخراج دیپلمات‌های ایران
برخی خبرگزاری‌ها در ۱۹ و ۲۰ مارس ۲۰۲۰، خبر از اخراج دو دیپلمات ایرانی از افغانستان دادند. گفته می‌شود این دیپلمات‌ها به دلیل فعالیت جاسوسی و عضویت در سپاه پاسداران انقلاب اسلامی، اخراج شده‌اند. نشریه Outlookindia می‌گوید محمدرضا عبدالله عبادی از سال ۲۰۱۶ در بخش فرهنگی سفارت کار می‌کرد و جعفر فتاح عبادی از اعضای با نفوذ سپاه قدس وابسته به سپاه پاسداران که در فاصله سالهای ۲۰۰۹ تا ۲۰۱۴ در کنسولگری ننگرهار کار می‌کرد، دو دیپلمات اخراج شده هستند. عباس موسوی، سخنگوی وزارت امور خارجه ایران در واکنش به این خبر به رسانه‌ها گفت :«جابه‌جایی دیپلمات‌ها و افزایش و کاهش آن‌ها امری معمول در روابط دیپلماتیک است"، به گفته او "هر جابه‌جایی به معنی اخراج نیست». وزارت امور خارجه افغانستان در مورد خبر اخراج دیپلمات‌ها اظهار نظری نمی‌کند اما می‌گوید روابط دو کشور عادی است.

## اعتراض نماینده مجلس افغانستان
بلقیس روشن نمایندهٔ مجلس افغانستان، پس از کشته‌شدن قاسم سلیمانی، همدردی برخی مسئولان افغانستان را «تاسف بار» توصیف کرد و گفت قاسم سلیمانی مسئول فرستادن مردم افغانستان به سوریه و کشته شدن آنان است و سپاه پاسداران را محکوم کرد که «می‌خواهد که شعله‌های جنگ در کشورهای دیگر روشن باشد تا منافعش تأمین شود». او گفت جمهوری اسلامی «افغانستانی‌ها را با وعده‌هایی مثل دستمزد بالا، مدارک اقامت و همچنین استفاده از عقاید مذهبی‌شان» به سوریه می‌فرستد تا از حکومت بشار اسد و منافع جمهوری اسلامی دفاع کنند. به گفته او، نزدیک به ۳۰ هزار افغانستانی عضو لشکر فاطمیون هستند.

## شورای ولایتی غور
روز دوشنبه ۲۴ ژوئیه ۲۰۱۷ شورای ولایتی غور اعلام کرد، حکومت ایران در غرب افغانستان طالبان را حمایت مالی و نظامی می‌کند تا بند سلما هرات را تخریب کند. فضل الحق احسان رئیس شورای ولایتی غور گفت طالبان با پشتیبانی ایران موفق شد ولسوالی تیوره در ولایت غور را تصرف کند که این موضوع راه را برای به‌دست گرفتن بند سلما باز می‌کند. سفارت ایران در کابل این ادعاها را رد کرده است.
بند سلما که با هزینه نزدیک به ۳۰۰ میلیون دلار با همکاری کشور هند در ولسوالی چشت هرات ساخته شده یکی از بزرگ‌ترین بندها در افغانستان به‌شمار می‌رود است.

## دورهٔ دوم امارت اسلامی (۲۰۲۱ تاکنون)
در اوت ۲۰۲۱، پس از اینکه طالبان کابل را بازپس گرفت، ایران اعلام کرد که سفارت خود را همچنان فعال نگه خواهد داشت، اما عملیات نظامی طالبان در پنجشیر را «به‌شدت» محکوم کرد و سخنگوی وزارت امور خارجه ایران، سعید خطیب‌زاده، گفت که این کار «از نظر حقوق بین‌الملل و حقوق بشر به‌هیچ‌روی پذیرفته نیست». تهران، به‌نشانهٔ اعتراض، حتی یک خیابان را «پنجشیر» نام نهاد. استراتژیست‌های ایرانی تشکیل دولتی قوی از طالبان را نامحتمل می‌دانستند و خصومت جمهوری اسلامی با نخستین امارت اسلامی طی سال‌های ۱۳۷۵ تا ۱۳۸۰ و حمایت تهران از حملهٔ ۱۳۸۰ آمریکا را متذکر می‌شدند. دولت ایران، همچنین، الگوی اسلام سنی طالبان را تهدیدی مستقیم برای بلندپروازی‌های ایدئولوژیک خمینیستی تلقی می‌کرد. ازاین‌رو، جمهوری اسلامی هنوز امارت اسلامی را رسماً به‌رسمیت نشناخته است.

## راه‌گذر ریلی
راه‌گذر ریلی موجود شهر هرات در افغانستان را از طریق ایران به مقصد ترکیه و اروپا متصل می کند.